# چهارمین دوره کتاب سال جمهوری اسلامی ایران
مراسم چهارمین دورهٔ کتاب سال جمهوری اسلامی ایران در بهمن ۱۳۶۵ در تهران برگزار شد.

## آثار منتخب
| عنوان                                                                                   | مؤلف                     | مترجم                    | ناشر                                      | سال  | جایزه   | موضوع                    |
| جامع‌السعادات                                                                            | ملا مهدی نراقی           | سید جلال‌الدین مجتبوی     | حکمت                                      | ۱۳۶۴ | برگزیده | اخلاق و تربیت و تعلیم    |
| سیره و قیام زید بن علی علیه السلام                                                      | حسین کریمان              |                          | علمی و فرهنگی                             | ۱۳۶۴ | برگزیده | تاریخ اسلام              |
| سرّ نی (نقد و تشریح تحلیلی و تطبیق مثنوی)                                                | عبدالحسین زرین‌کوب        |                          | علمی                                      | ۱۳۶۴ | برگزیده | تاریخ ادبیات و فنون ادبی |
| رمز و داستان‌های رمزی در ادب فارسی (تحلیلی از داستان‌های فلسفی عرفانی ابن سینا و سهروردی) | تقی پورنامداریان         |                          | علمی و فرهنگی                             | ۱۳۶۴ | برگزیده | تاریخ ادبیات و فنون ادبی |
| خون‌نامهٔ خاک (مجموعهٔ شعر)                                                                | نصرالله مردانی           |                          | کیهان                                     | ۱۳۶۴ | برگزیده | شعر فارسی                |
| قصه‌های مجید                                                                             | هوشنگ مرادی کرمانی       |                          | کتاب سحاب                                 | ۱۳۶۴ | برگزیده | ادبیات کودکان و نوجوانان |
| راز بزرگ                                                                                | آنتونیتا دیاس دمورایس    | فاطمه زهروی              | کتاب‌های سپیده وابسته به انتشارات اطلاعات  | ۱۳۶۴ | برگزیده | ادبیات کودکان و نوجوانان |
| پتروشیمی                                                                                | حسن دبیری اصفهانی        |                          | جهاد دانشگاهی                             | ۱۳۶۴ | برگزیده | فنی و مهندسی             |
| روسازی را                                                                               | امیرمحمد طباطبایی        |                          | مرکز نشر دانشگاهی                         | ۱۳۶۴ | برگزیده | فنی و مهندسی             |
| الکترونیک قدرت                                                                          | هانس رودی بولر           | قدیر عزیزی قناد          | مرکز نشر دانشگاهی                         | ۱۳۶۴ | برگزیده | فنی و مهندسی             |
| مختصر روان‌پزشکی                                                                         | لینفورد ریس              | گروهی از مترجمان         | مرکز نشر دانشگاهی                         | ۱۳۶۴ | برگزیده | روان‌پزشکی                |
| بیماری‌های ماهیان پرورشی                                                                 | بابا مخیر                |                          | دانشگاه تهران و شرکت سهامی انتشارات و چاپ | ۱۳۶۴ | برگزیده | دامپزشکی                 |
| جامعهٔ روستایی و نیازهای آن                                                              | فرامرز رفیع‌پور           |                          | شرکت انتشار                               | ۱۳۶۴ | برگزیده | جامعه‌شناسی               |
| حقوق مدنی (بخش سوم، عقود معین)                                                          | ناصر کاتوزیان            |                          | به‌نشر                                     | ۱۳۶۴ | برگزیده | حقوق                     |
| ناتوانی‌های یادگیری                                                                      | اکبر فریار، فریدون رخشار | اکبر فریار، فریدون رخشار | میترا                                     | ۱۳۶۴ | برگزیده | روان‌شناسی                |